# Nanopore
 (septembre 2023).
Si vous disposez d'ouvrages ou d'articles de référence ou si vous connaissez des sites web de qualité traitant du thème abordé ici, merci de compléter l'article en donnant les références utiles à sa vérifiabilité et en les liant à la section « Notes et références ».
Le terme nanopore désigne une cavité  microscopique ou un interstice de taille nanométrique dans un solide ou un réseau cristallin, un orifice , une ouverture, au travers d'une membrane  ou d'une surface, ou encore un canal traversant une paroi. Leur dimension est de l'ordre de 1 à 100 nm. Il existe de nombreux types de nanopores, toujours de très petite taille. Ils peuvent contribuer au passage ou à l'écoulement de fluides liquides ou gazeux mais pas nécessairement. On distingue selon le type de géométrie et le nombre de dimensions spatiales (3D ou 2D) du système considéré les nanopores occupant un volume ou traversant uniquement une surface  : ceux rencontrés au sein de matériaux solides comme les cristaux ou à l'échelle supracristalline comme dans les matériaux poreux (argiles, matériaux cimentaires...) et les ouvertures microscopiques formées au travers de membranes artificielles (chimie) ou naturelles comme celles d'organismes vivants (cellules, tissus, végétaux, champignons...).

## Matériaux solides
Les nanopores peuvent se rencontrer dans les solides poreux à l'échelle nanométrique. Parmi eux, des minéraux comme les zéolithes, des aluminosilicates hydratés dont la structure cristalline est parcourue de canaux microscopiques susceptibles de piéger différents types de cations ou des molécules d'eau. A une échelle plus petite encore, on peut considérer les clathrates, des matériaux composites constitués de molécules hôtes emprisonnant des molécules dites incluses, dont l'exemple le plus connu est probablement l'hydrate de méthane, la « glace qui s'enflamme ». Sa structure hôte est un réseau cristallin de molécules d'eau formant des nano-cages emprisonnant des molécules de méthane.
Parmi les nanomatériaux, le carbone peut aussi se présenter sous différentes formes allotropiques comme les fullerènes et les nanotubes de carbone qui renferment des cages et des canaux à l'échelle nanométrique susceptibles d'être considérés comme des nanopores.
A une échelle plus grande encore, des matériaux poreux comme les argiles et les ciments peuvent aussi renfermer des pores de très petite taille, souvent également classés comme nanopores pour ceux de très petite dimension (5–10 nanomètres).

## Systèmes membranaires
Il existe de nombreux types de nanopores parmi les membranes , que celles-ci soient d'origine biologique ou produites artificiellement. Les cellules vivantes possèdent de multiples pores au niveau de leur membrane plasmique, de leur noyau et même de certains de leurs organites.
Des pores nucléaires existent au niveau de l'enveloppe nucléaire, la double membrane entourant le noyau des cellules eucaryotes.
Des nanopores sont présents au niveau des membranes cellulaires. Leur structure en bicouche phospholipidique peut être traversée par des protéines membranaires remplissant différentes fonctions biologiques (transport de différents cations, contrôle du pH intracellulaire, pompes à protons…).
Des tissus de végétaux ou de champignons peuvent également comporter des pores de taille nanométrique.
Parmi les membranes artificielles synthétisées chimiquement, les membranes fluorées en Nafion possèdent une structure poreuse à l'échelle moléculaire laissant passer sélectivement certains ions, mais pas d'autres.
Des films polymériques peuvent être irradiés par un faisceau d'ions (protons accélérés au moyen d'un cyclotron) et ensuite soumises à un traitement de gravure chimique  (etching en anglais) pour agrandir la taille des pores à des fins de filtration (membrane nucléopore).

### Nanopores dans les membranes biologiques
Les nanopores peuvent être formés dans les parois cellulaires par des protéines perceuses, comme l'hémolysine alpha, la porine MspA ou l'aérolysine.

### Nanopores dans les membranes rigides
Il est possible de percer des nanopores dans une membrane rigide comme le nitrure de silicium. On peut percer des membranes grâce à un faisceau d'ions ou d'électrons. Récemment des recherches ont été menées sur l'utilisation de feuillet de graphène pour jouer le rôle d'un capteur à l'échelle nanoscopique.[citation nécessaire]

## Potentiel de membrane
Une membrane percée de nanopores, à laquelle on applique une faible tension, peut jouer le rôle d'un compteur de molécules (comme l'ADN) en détectant une interruption de courant lors de leur passage à travers l'orifice (signal de translocation).[citation nécessaire] Il serait possible de se servir de nanopores pour tenter d'identifier des molécules (comme les biomarqueurs) ou les différencier (par exemple, entre l'ibuprofène et le thalidomide).[citation nécessaire]

### Séquençage par nanopore
L'observation que le signal déclenché par le passage d'un brin d'ADN varie selon ses bases a donné lieu à l'hypothèse de séquençage par nanopores. Oxford Nanopore Technologies et les laboratoires du professeur Hagan Bayley ont réussi à distinguer des nucléotides individuels (y compris la cytosine méthylée) lors de leur passage à travers un nanopore en hémolysine.
De telles techniques de séquençage pourraient s'avérer révolutionnaires pour la génomique, en raison des économies de temps et de coûts réalisées.

### Nanopores de taille variable
On a réussi[citation nécessaire] à produire des nanopores de diamètre variable dans des membranes en élastomère, ce qui permet de faire le rapprochement entre la taille du pore et celle de particules ultra-fines. En conséquence, la détection des nanoparticules alors qu'elles perturbent le courant ionique[Lequel ?] est plus précise.[citation nécessaire]

### Utilisation contre le diabète
Il est possible d'intégrer des pores de 20 nm de diamètre dans des cellules produites à partir de galettes de silicium. Ces nanopores permettent le passage de petites molécules telles que l'oxygène, le glucose et l'insuline, tout en empêchant le passage de macromolécules comme les immunoglobulines. Ces cellules alimentées en éléments nutritifs pourraient permettre de dégager[Comment ?] de l'insuline, et ainsi espérer pouvoir remplacer des îlots de Langerhans du pancréas.[citation nécessaire]

## Nanopore comme biosenseur
Les nanopores ne sont pas seulement utilisés pour le séquençage de l'ADN, ils sont également utilisés pour la détection de plusieurs entités biologiques à partir de petites molécules voire des ions, jusqu'à des complexes protéiques. Historiquement, l'alpha hemolysine a été le premier pore à démontrer le potentiel pour la détection du passage (translocation) de brins d'ADN et d'ARN. De nos jours, toute une palette de nanopores biologiques et inorganiques sont utilisés pour la détection de différentes petites molécules, peptides, biopolymères et de sucres. Ces molécules sont généralement:
- Des marqueurs biologiques[7] pour certaines maladies (maladies dégénératives[8],[9] par exemple)
- Pour la surveillance et la maintenir la sûreté des différents[10] plans d'eau par rapport aux micropolluants[11], pesticides[12] ou cyano[13](toxines)[14]
- Sécurité alimentaire[15]
- Surveillance des différents métabolites[16]

Ces applications font des nanopores une plateforme versatile pour analyser en temps réel et assez rapidement ces (bio)molécules comparés à d'autres techniques de pointe pour lesquels il faudrait des instruments plus complexes et des analyses plus longues pour obtenir des résultats similaires. En conséquence, de nombreux brevets ont été déposés pour utiliser les nanopores comme méthodes innovantes de détection de nombreuses biomolécules sus-mentionnées.